# Petrochromis famula
Petrochromis famula är en fiskart som beskrevs av Hubert Matthes och Trewavas, 1960. Petrochromis famula ingår i släktet Petrochromis och familjen Cichlidae. IUCN kategoriserar arten globalt som livskraftig. Inga underarter finns listade i Catalogue of Life.